# Manfred Ulrich

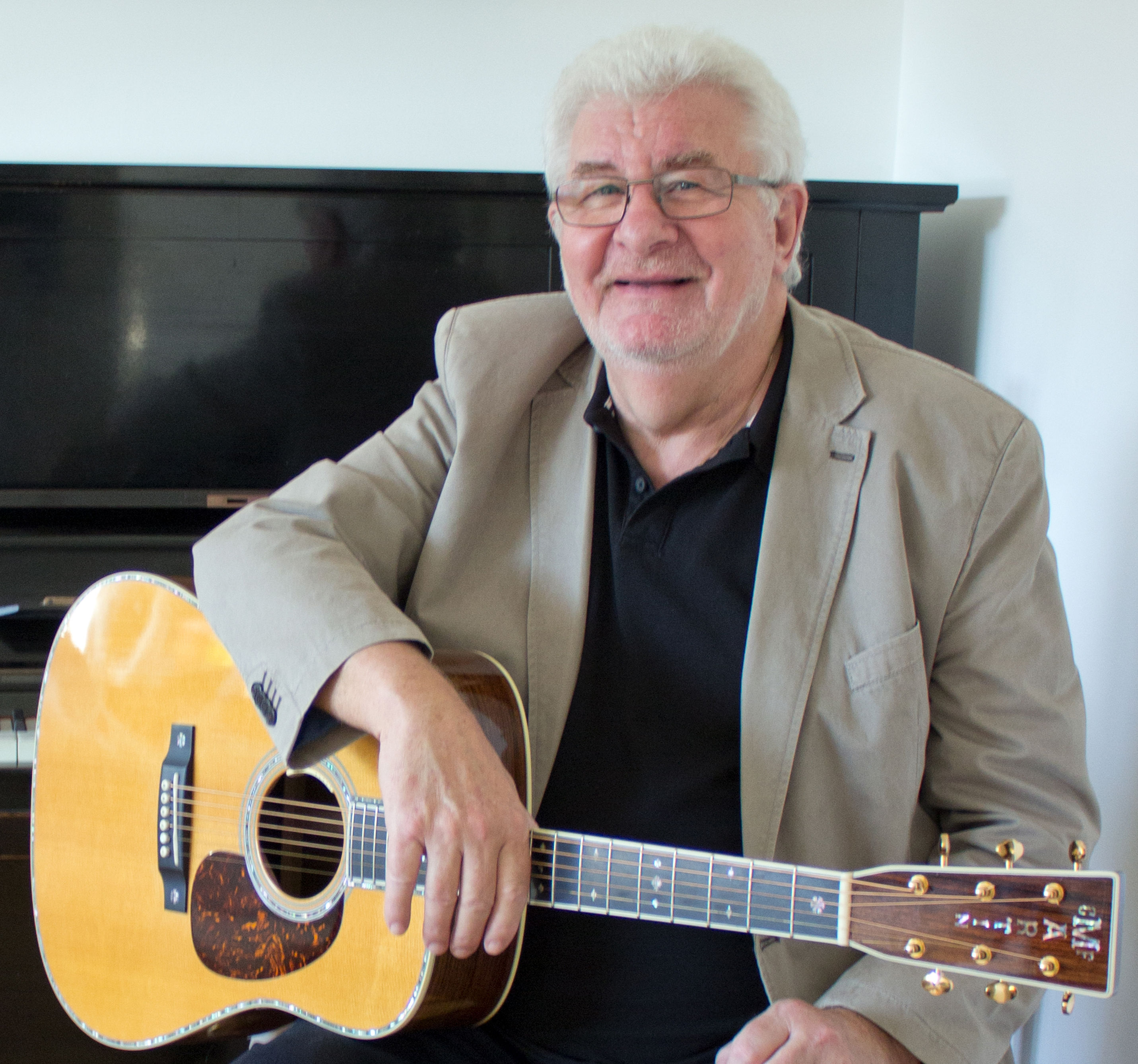
Manfred Ulrich (2019)

Manfred Ulrich (* 12. Juni 1949 in Bad Sobernheim) ist ein deutscher Volkssänger, Musiker, Liedermacher und Komponist. Er spielt Gitarre, Knopfharmonika und Mundharmonika. Neben seiner musikalischen Tätigkeit war er Verlagsinhaber, Produzent und Herausgeber von Büchern mit Tonträgern.

## Leben

### Werdegang

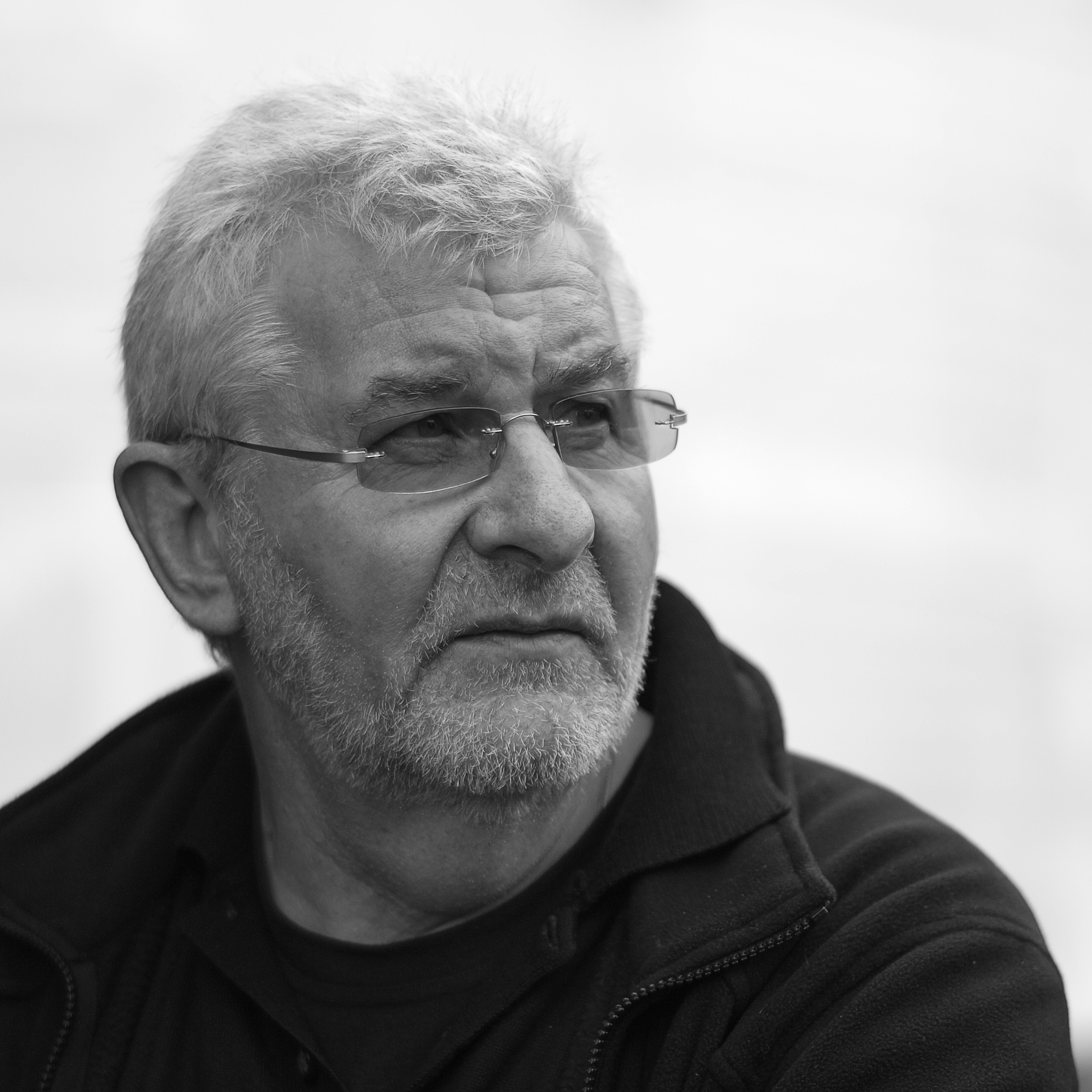
Manfred Ulrich (2011)

Manfred Ulrich wuchs in Merxheim an der Nahe auf. In der frühen Schulzeit lernte er die deutschen Volkslieder kennen, die ihn nachhaltig inspirierten. Im Jahre 1964 begann er eine dreijährige Bäckerlehre und erlangte den Gesellenbrief. Ebenfalls im Jahr 1964 wurde er Mitglied im Bund des „Nerother Wandervogel“, der seinen Sitz auf der Burg Waldeck im Hunsrück hat. Diese Begegnung mit der bündischen Jugend prägte sowohl seine persönliche als auch seine musikalische Entwicklung und sein späteres Schaffen. Anfang der 1970er Jahre wurde er dann zur Bundeswehr nach Munsterlager in der Lüneburger Heide einberufen. In dieser Zeit begannen auch seine ersten öffentlichen Auftritte als „Volkssänger“ in Folk-Clubs, zum Beispiel im Danny's Pan in Hamburg und in Düsseldorf.
Auf seinem musikalischen Weg begegnete er Künstlern wie Klaus Hoffmann, Hannes Wader, Otto Waalkes, Ulrich Roski, Hein & Oss Kröher und Ingo Insterburg. Neben seiner Arbeit als kaufmännischer Angestellter in Wuppertal folgten weitere Auftritte als Volkssänger. 1979 zog er nach Neroth in die Eifel und 1984 erschien seine erste Schallplatte „Soldaten Demokraten“ bei Autogram-Records in Nottuln.
Im Jahre 1985 gründete er dann einen eigenen Verlag, den Musik-Verlag Eifelkrone. Im selben Jahr lernte er den Geiger und Multiinstrumentalisten Thomas Kagermann bei einem Konzert kennen. 1986 gründeten die beiden das „Duo Vulkan“ und es folgten erste Studioaufnahmen und Auftritte in der Eifel, an der Mosel und im Rheinland. 1988 wurde Manfred Ulrich durch einen Plattenvertrag mit Teldec / East-West-Records (Hamburg) als Exklusiv-Künstler verpflichtet. Gemeinsam mit Thomas Kagermann wurde eine neue Formation mit weiteren Musikern ins Leben gerufen. „Manfred Ulrich und die Spitzbuben“ waren geboren. Sie entwickelten eine neue Musikrichtung mit traditionellen Volksliedern sowie eigenen Liedern und präsentierten diese in einem neuen modernen elektrisch-akustischen Gewand. Durch diese speziellen Arrangements wurden altbekannte Melodien mit neuen musikalischen Elementen verbunden und es entstand ein neuer und bis dahin einzigartiger Sound in der Volksmusik-Szene: die „Volksmusik der dritten Art“. Manfred Ulrich und die Spitzbuben waren hier Vorreiter für andere Musikformationen.

### Volkssänger

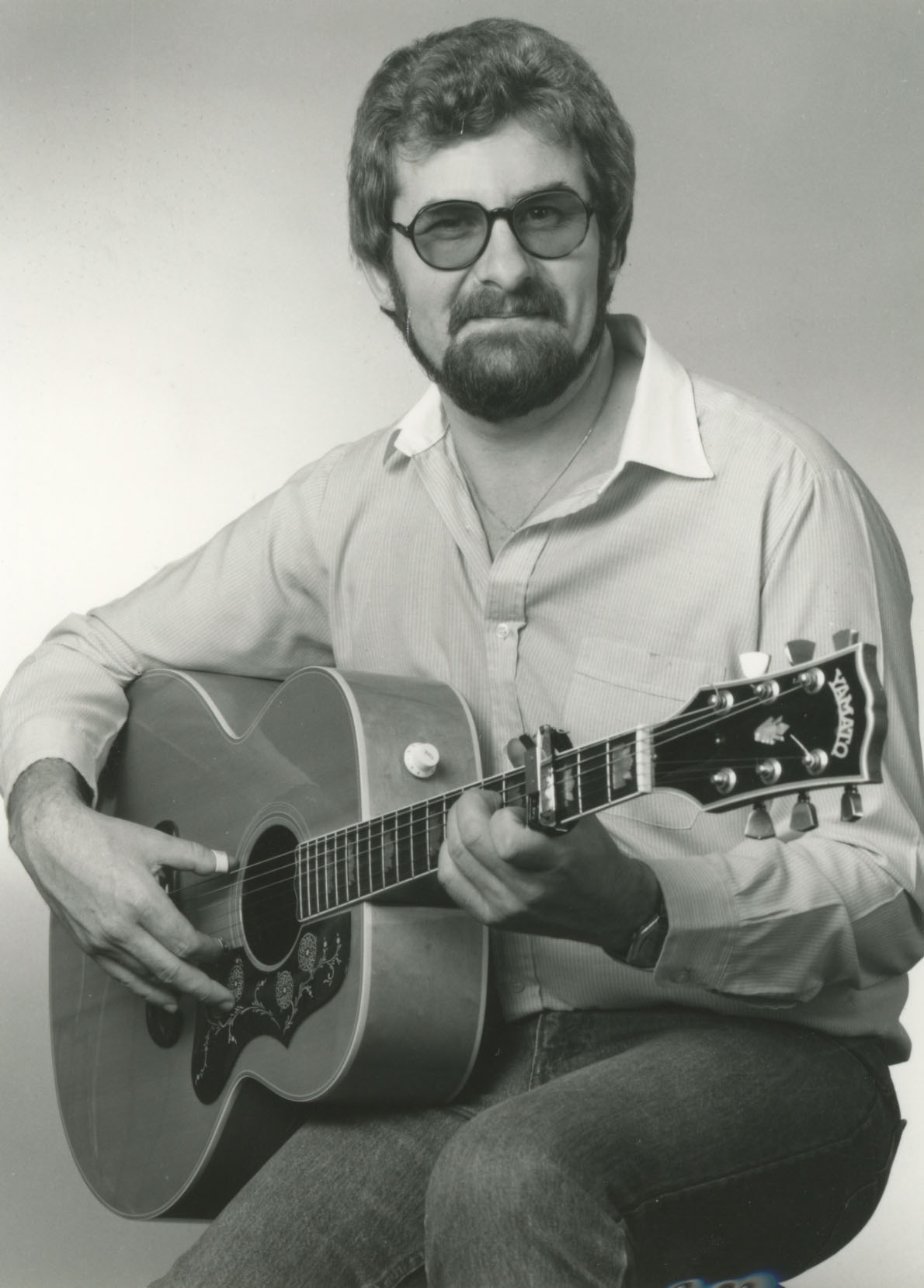
Manfred Ulrich (1984)

Manfred Ulrich ist als Volkssänger dem traditionellen deutschen Volksliedgut verbunden. Dazu gehören für ihn Lieder der Jugendbewegungen, Balladen, Moritaten, Landsknechtlieder, Soldatenlieder, Gassenhauer, Handwerker- und Bauernlieder, Küchenlieder, Klosterlieder, Jägerlieder und viele andere Volksliedabteilungen. Aus diesem Liederschatz entstand im Jahr 1984 die erste Tonträgeraufnahme, die Langspielplatte Soldaten Demokraten. Gleichzeitig entsprangen seiner eigenen Feder annähernd 200 Kompositionen mit folgenden Inhalten: Mosellieder, Eifellieder Rheinlieder, Nahelieder, Romantiklieder und Handwerkerlieder. Es folgten Gedichtvertonungen, z. B. Texte des Eifeldichters Peter Zirbes, Texte von Wilma Herzog und Theo Pauly, Heimatbeschreibungen der Vulkaneifel sowie der Stadt Gerolstein und der nahen Umgebung. Sein Lied „Daun, meine Stadt“ erschien 1994 im Heimatjahrbuch der Vulkaneifel. Das gleichnamige Musikvideo  wurde mit ihm als Sänger und Gitarrist im Duett mit der Sopranistin Gisela Ginsberg produziert.
Manfred Ulrich arbeitete im Laufe seines künstlerischen Weges mit vielen Musikern zusammen. In den nachstehenden Formationen hat er über Jahre, teilweise bis heute, eine aktive Konzerttätigkeit, LP- und CD-Produktionen und Fernsehauftritte:
- seit 1974: Manfred Ulrich, Volkssänger
- 1986: zusammen mit Thomas Kagermann als „Duo Vulkan“
- 1988: Manfred Ulrich und die Spitzbuben (mit Thomas Kagermann, Volker Vaeßen (später gefolgt von Urs Fuchs), Stefan Wiesbrock und Wolfram Cramer von Clausbruch)
- 1993: Manfred Ulrich Trio (mit Thomas Kagermann und Wolfram Cramer von Clausbruch)[9]
- 2012: Manfred Ulrich & Cordelia Carola Geitler als „Duo Troubadour“

## Diskografie
- 1984: Soldaten-Demokraten Autogram-Records, Nottuln
- 1988: Teldec / East-West-Records - Erste Veröffentlichung: „Oh Mariechen“ (Produzent: Manfred Ulrich & Thomas Kagermann, Interpreten: Manfred Ulrich – Gitarre & Gesang, Thomas Kagermann – Geige, Gitarre & Gesang, Volker Vaeßen – Bass, Stefan Wiesbrock – Gitarre und Wolfram Cramer von Clausbruch – Tasteninstrumente, Toningenieur: Klaus Eisner, aufgenommen im Studio „National“ und Solingen und Sonnenstudio Haan)
- 1989: Teldec – „Horch was kommt von draußen rein“ (Produzent: Manfred Ulrich & Thomas Kagermann, Interpreten: Manfred Ulrich – Gitarre & Gesang, Thomas Kagermann – Geige, Flöte, Gitarren, Mandoline & Gesang, Urs Fuchs – Bass, Wolfram Cramer von Clausbruch – Tasteninstrumente, Stefan Wiesbrock – Konzertgitarren, Toningenieur: Klaus Eisner, aufgenommen in Wuppertal, Studio in der Eich)
- 1991: East-West-Records – „Vagabund“ (Produzent: Klaus Eisner, Interpreten: Manfred Ulrich – Harmonika & Gesang, Thomas Kagermann – Geige, Flöte, Banjo & Gesang, Stefan Wiesbrock – Gitarre & Gesang, Urs Fuchs – Bass & Gesang, Wolfram Cramer von Clausbruch – Tasteninstrumente, Akkordeon & Gesang, Tom Schäfer – Schlagzeug, Toningenieur: Klaus Eisner, aufgenommen in Wuppertal, Studio in der Eich)
- 1993: Manfred Ulrich & die Spitzbuben – „Zugvögel“ (Produzent: Klaus Eisner, Interpreten: Manfred Ulrich – Gesang & Steirische Harmonika, Thomas Kagermann – Geige & Gesang, Stefan Wiesbrock – Gitarre & Gesang, Wolfram Cramer von Clausbruch – Tasteninstrumente, Akkordeon & Gesang, Urs Fuchs – Bass, Tom Schäfer – Schlagzeug & Perkussion, Toningenieur: Klaus Eisner, aufgenommen im „Eisner Sound Studio“ in Haan/Rheinland)
- 1999: Trio Manfred Ulrich – „Wir sind durch Deutschland gefahren“
- 2001: Manfred Ulrich singt Lieder & Balladen von Peter Zirbes[10]
- 2007: Trio Manfred Ulrich – „Hallo Freunde“
- 2022: LEICO music – „Drei Jahre und ein Tag“ (Textdichter, Komponist & Produzent: Manfred Ulrich, Interpreten: Manfred Ulrich – Gitarre, Ukulele & Gesang; Wolfram Cramer von Clausbruch – Gitarren & Percussion; Urs Wiehager-Dietz – Kontrabass; Walter Siefert – Akkordeon; Thomas Kagermann – Geige; aufgenommen im  „Sonnenstudio“ in Bergheim-Rheidt)

## Herausgeber
Manfred Ulrich gründete im Jahr 1985 einen eigenen Verlag, den „Eifelkrone-Musikverlag“ in Neroth in der Eifel.
Zunächst war dieser ein reiner Musikverlag und wurde dann im Jahr 2001 erweitert zum „Verlag Eifelkrone Musik & Buch e.K.“
Als Herausgeber plante Manfred Ulrich sämtliche Musikproduktionen und Bücher mit und ohne CD-Beilage.
Es erschienen Tonträger mit regionalem Bezug, Kindertonträger, Kinderliederbücher mit Tonträgerbeilage, Liederbücher mit unterschiedlichen Themen.
Ab 1992 erschienen auch seine eigenen CD-Produktionen als Veröffentlichungen auf Melotron Records im Verlag Eifelkrone, Neroth.

## Publikationen
Manfred Ulrich war von 2003 bis 2014 Herausgeber bei verschiedenen Buchverlagen im Bereich Kinderbücher mit und ohne Tonträger-Beilage sowie Tonträger für Kinder.
Im Verlag Warlich – Druck Meckenheim – erschien 1992 das Liederbuch Vagabund - Volkslieder, Hardcover - 224 Seiten, ISBN 3-9802429-5-1
Im Pabel-Moewig Verlag KG Rastatt erschienen unter anderem: Die schönsten Kinderlieder. Band 1, 2003, ISBN 3-8118-1987-9 und Band 2, 2003, ISBN 3-8118-1480-X, Die schönsten Märchen der Brüder Grimm, 2004 ISBN 3-8118-3865-2, Meine schönsten Geschichten und Lieder zur guten Nacht 2005, ISBN 3-8118-1051-0 und Mein Schutzengel ist bei mir. Lieder, Gedichte u. Geschichten f. Kinder 2006, ISBN 3-8118-1909-7.
Im Urania Verlag Stuttgart erschienen: Lass uns singen und springen – Die schönsten Spiel- & Tanzlieder 2005, ISBN 3-332-01615-6, Die schönsten Kinderlieder rund ums Jahr 2006, ISBN 3-332-01805-1 und Spaß- und Quatschlieder – Spiele und Basteleien mit Musik für Kinder 2008, ISBN 978-3-7831-6129-8.
Im tosa Verlag im Verlag Carl Ueberreuter erschienen: Lieder und Geschichten von der Feuerwehr / Die schönsten Lieder zum Singen und Spielen Wien 2007, ISBN 978-3-85003-095-3, Mein erstes Tanzliederbuch – mit Gitarrengriffen, Die schönsten Lieder zum Singen, Tanzen und Spielen Wien 2007, ISBN 978-3-85003-092-2, Mein erstes Liederbuch über Handwerksleute – Die schönsten Lieder zum Singen und Spielen, Wien 2007, ISBN 978-3-85003-093-9 und Lieder und Geschichten vom Bauernhof Wien 2007, ISBN 978-3-85003-094-6.
Im Verlag K75 Medienpark Fränkisch Crumbach erschienen: Lustige Abenteuer der fleißigen Handwerkswichtel 2014, ISBN 978-3-95706-000-6, Reime, Lieder & Fingerspiele 2014, ISBN 978-3-95706-001-3 und Fröhliche Lieder und Spiele zum Mitmachen 2014, ISBN 978-3-95706-100-3.

## Sonstige Produktionen
Produktionen im Verlag Eifelkrone Musik & Buch e. K.:
- 1992: Blau ist der Himmel. Zum 10-jährigen Bestehen der Eifeler Unterhaltungsgemeinschaft – Lieder der Eifel. (Produktion und musikalisches Konzept: Manfred Ulrich & Wolfram Cramer von Clausbruch / Verschiedene Interpreten)
- 1993: „Land der Vulkane“ – Lieder aus der Vulkaneifel und Umgebung (Produktion: Manfred Ulrich & Klaus Eisner)
- 1995: Siehst du wie die Sonne scheint – Single-CD, Christian Steffen
- 1996: Steilbachspatzen – Dora Laux, Christa Mohr, Michaela Schüller: Gesang, Martin Hermes: Akkordeon - Lieder aus dem „Enderttal“ und Umgebung / Produziert von Manfred Ulrich & Klaus Künne jun.
- 1997: Produktion für Buchbeilage: für den Helios Verlag, Aachen “Musikwelt Eifel”. Blockflötenmusik vom Spätmittelalter bis zum Barock (Interpreten: Blockflöten-Ensemble “Flautando Köln”. Die Tonaufnahmen entstanden im Oktober 1997 in der Klosterkirche in Niederehe/Vulkaneifel. Produziert von Manfred Ulrich und Klaus Eisner)
- 2003: Eifelsüchtig[12] – Stadt Gerolstein – Sampler-Lieder wie “Mein schönes Gerolstein” und weitere eifelbezogene Heimatlieder
- 2005: Wandern lieb` ich für mein Leben[13][14] – Die schönsten Volks-, Heimat- und Wanderlieder zum 106. Deutschen Wandertag des Eifelverein[15] in Prüm, in der Eifel erschienen als Buch ISBN 3-937640-19-3 und als Tonträger[16] ISBN 3-937640-20-7